# ブレッキンリッジ・ロング

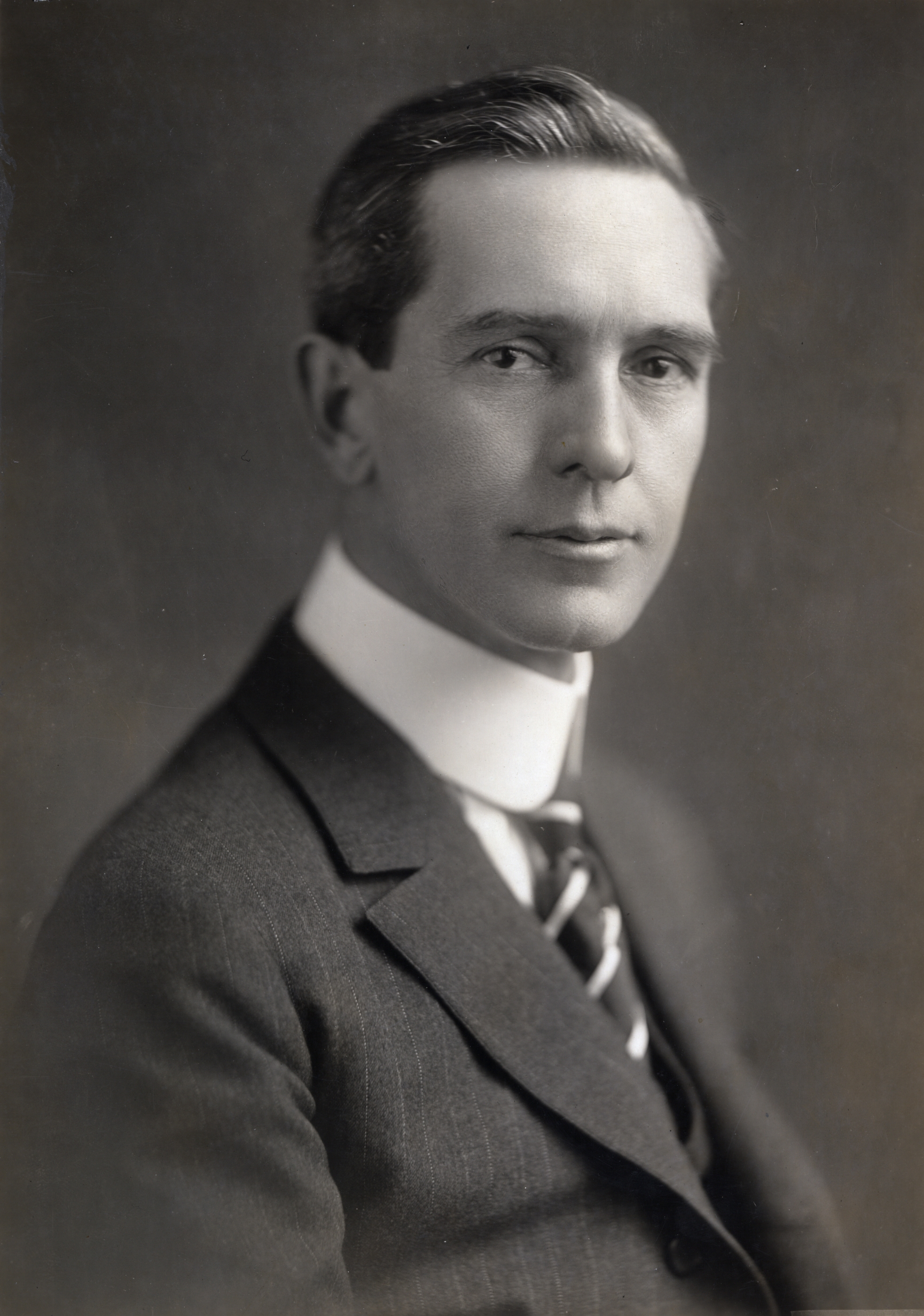
ブレッキンリッジ・ロング

サミュエル・ミラー・ブレッキンリッジ・ロング（Samuel Miller Breckinridge Long, 1881年5月16日 - 1958年9月26日）は、アメリカ合衆国の政治家、外交官。

## 生い立ちと家族
1861年5月16日、ロングはミズーリ州セントルイスにおいて、マーガレット・ミラー・ブレッキンリッジ・ロング (Margaret Miller Breckinridge Long) とウィリアム・ストラドウィック (William Strudwick) の息子として誕生した。
ロングは1904年にプリンストン大学を卒業し、1906年にワシントン大学法学大学院に入った。ロングは1909年に修士号を取得した。ロングは1907年にミズーリ州から弁護士として認可を受け、同年にセントルイス市内で弁護士業を開業した。ロングは1917年まで1人で弁護士業を続けた。
ロングは1912年にクリスティン・アレクサンダー (Christine Alexander) と結婚し、後に1人娘のクリスティン・ブレア (Christine Blair) をもうけた。

## 政治活動
ロングは1914年から1915年までミズーリ州法典の訴訟手続き改訂委員会のメンバーを務めた。その後ロングは国際連盟の設立に貢献し、ウッドロウ・ウィルソン大統領の民主主義を支援した。ロングはウィルソン大統領の「合衆国は（第一次世界大戦への）参戦しない」というスローガンを起草し、1916年の大統領選挙でのウィルソンの再選に貢献した。
1917年1月、ロングはアメリカ合衆国第三国務次官補に任命された。ロングは1920年6月に辞任するまで同職を務めた。ロングは国務省においてアジア情勢の観察を任され、合衆国の外交通信政策の改善に注目した。
1920年、ロングはミズーリ州から民主党の公認候補としてアメリカ合衆国上院議員選挙に出馬した。だがロングは現職候補のセルデン・スペンサーに得票率44.5パーセント対53.7パーセントで敗退した。ロングは続く1922年の上院議員選挙でも敗北した。
ロングは後の大統領フランクリン・ルーズベルトの友人でもあった。2人が知り合ったのはウィルソン政権下の時代であり、ルーズベルトが海軍次官補を務めていたためであった。その後1932年にルーズベルトが大統領選挙に立候補した際、ロングはルーズベルトを支援した。
ルーズベルトが大統領に当選すると、ロングは見返りとして在イタリアアメリカ合衆国特命全権大使に任ぜられた。ムッソリーニがエチオピア侵攻を行うと、ロングは報復としてイタリアへの石油禁輸措置を課すことを大統領に助言した。この対応により、ロングはイタリア国内から非難を受けた。ロングは1836年に駐イタリア大使を退任した。ロングは1938年にブラジル、アルゼンチン、ウルグアイで特別任務のメンバーを務め、1939年に国務省顧問となった。
1940年1月、ロングは国務次官補に任命され、第二次世界大戦に関する緊急問題の処理を任された。ロングはまた査証部門の管理も任された。ロングは「私は共産主義者、過激な急進論者、ユダヤ主義扇動者、そして難民問題の支援者から攻撃されている」と信じるようになった。ロングのこの見解は、ロングの部下たちに共有された。1940年6月、ロングは査証発行に関するメモを作成し、国務省内に回覧させた。その結果、ドイツおよびイタリアの管理下にある国からの移民申請の、およそ90パーセントを棄却することに成功した。
我々は合衆国への移民流入の速度を遅らせることができる。ある程度の期間であれば一時的に、事実上完全に止めることさえできる。我々は領事に対して簡単な助言をするだけで、それを達成することができる。査証の発行の過程に、あらゆる障害を配置せよ。査証の発行のために、数多くの書類を提出させよ。そして査証の発行について、各担当部門に要求せよ――先延ばしにし、先延ばしにし、そして先延ばしするように。

## 晩年
1944年12月、ロングは国務次官補を退任し、国務省を離れた。ロングはその後隠居生活を送り、骨董品、絵画、船の模型の収集に没頭した。そして1958年9月26日、ロングはメリーランド州ローレルにおいて死去した。ロングの遺体はワシントンD.C.のワシントン国立大聖堂に埋葬された。